# 锡苔蛾属
锡苔蛾属（学名：Sidyma）为灯蛾科的一个属。

## 下属物种
本属包括以下物种：
- 白顶锡苔蛾 Sidyma albifinis Walker, 1856
- Sidyma apicalis Moore, 1878